# Chajjim Ben Aszer
Chajjim Ben Aszer (hebr.: חיים בן-אשר, ang.: Haim Ben-Asher lub Chaim Ben-Asher, ur. 10 lipca 1904 w Odessie, zm. 14 lipca 1998) – izraelski polityk, w latach 1949–1955 poseł do Knesetu z listy Mapai.
Był żołnierzem Brygady Żydowskiej.
W wyborach parlamentarnych w 1949 po raz pierwszy dostał się do izraelskiego parlamentu. Zasiadał w Knesetach I i II kadencji.